# Svenska Missionskyrkans Ungdom Scout

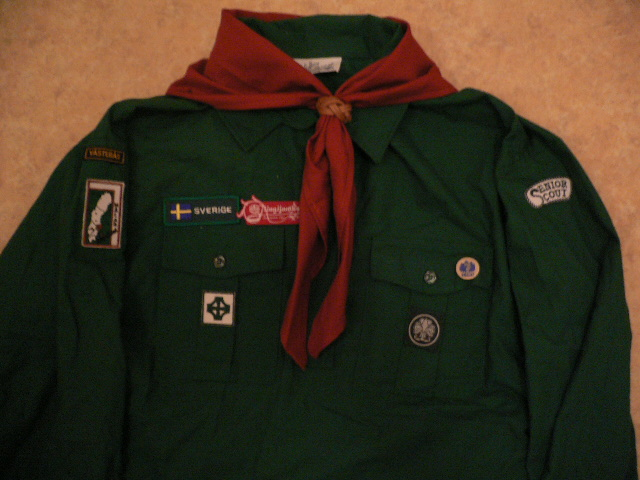
Verbandskleidung bis 2007

Svenska Missionskyrkans Ungdom Scout (SMU-Scout) war die Pfadfinderorganisation der Schwedischen Missionskirche und lange Zeit Schwedens zweitgrößter Pfadfinderverband (1982: 41.000 Mitglieder). 2013 ist sie in dem Verband Equmeniascout aufgegangen.
Das Pfadfinderprogramm für Jungen begann 1931 und das für Pfadfinderinnen 1936. Bereits 1957 wurden die Begrifflichkeiten und Aktivitäten für Mädchen und Jungen vereinheitlicht, jedoch in weiterhin getrennt geschlechtlichen Gruppen umgesetzt. 1972 wurden die Gruppen schließlich koedukativ. 
1961 bewarb sich SMU-Scout um die Mitgliedschaft im Svenska Scoutrådet und wurde 1963 aufgenommen. 2007 wurde die gesamte Arbeit der SMU in die kirchliche Dachorganisation equmenia überführt, der Jugendorganisation der drei Kirchen, die seit 2011 die Equmeniakyrkan bilden. Jedoch blieb zunächst der Name SMU-Scout bestehen. 2013 wurde Equmeniascout als Nachfolgeorganisation gegründet.